# Cywilni administratorzy Iraku
Cywilni administratorzy w okupowanym Iraku byli nominowani przez prezydenta Stanów Zjednoczonych jako tymczasowi szefowie rządu Iraku oraz przedstawiciele władz koalicyjnych. Urząd został zniesiony 28 czerwca 2004 roku po przekazaniu władzy Irakijczykom.

## Administratorzy
- Jay Garner (kwiecień 2003 - 6 maja 2003)
- Paul Bremer (6 maja 2003 - 28 czerwca 2004)